# Hemming de Turku
Hemming de Turku (Balinge, nord d'Uppsala, Suècia, final del segle xiii - Turku, Finlàndia, 1366) fou un eclesiàstic, bisbe de Turku en 1338. És venerat com a sant per l'Església Catòlica.

## Biografia
Hemming nasqué a la parròquia de Balinge, al nord d'Uppsala, cap al final del segle xiii. Mostrant predisposició a la vida religiosa, fou enviat a Uppsala per estudiar a l'escola catedralícia, i hi fou ordenat sacerdot. Després anà a la Universitat de la Sorbona de París, on va tenir com a mestre Pierre Roger de Rosière, futur papa Climent VI.

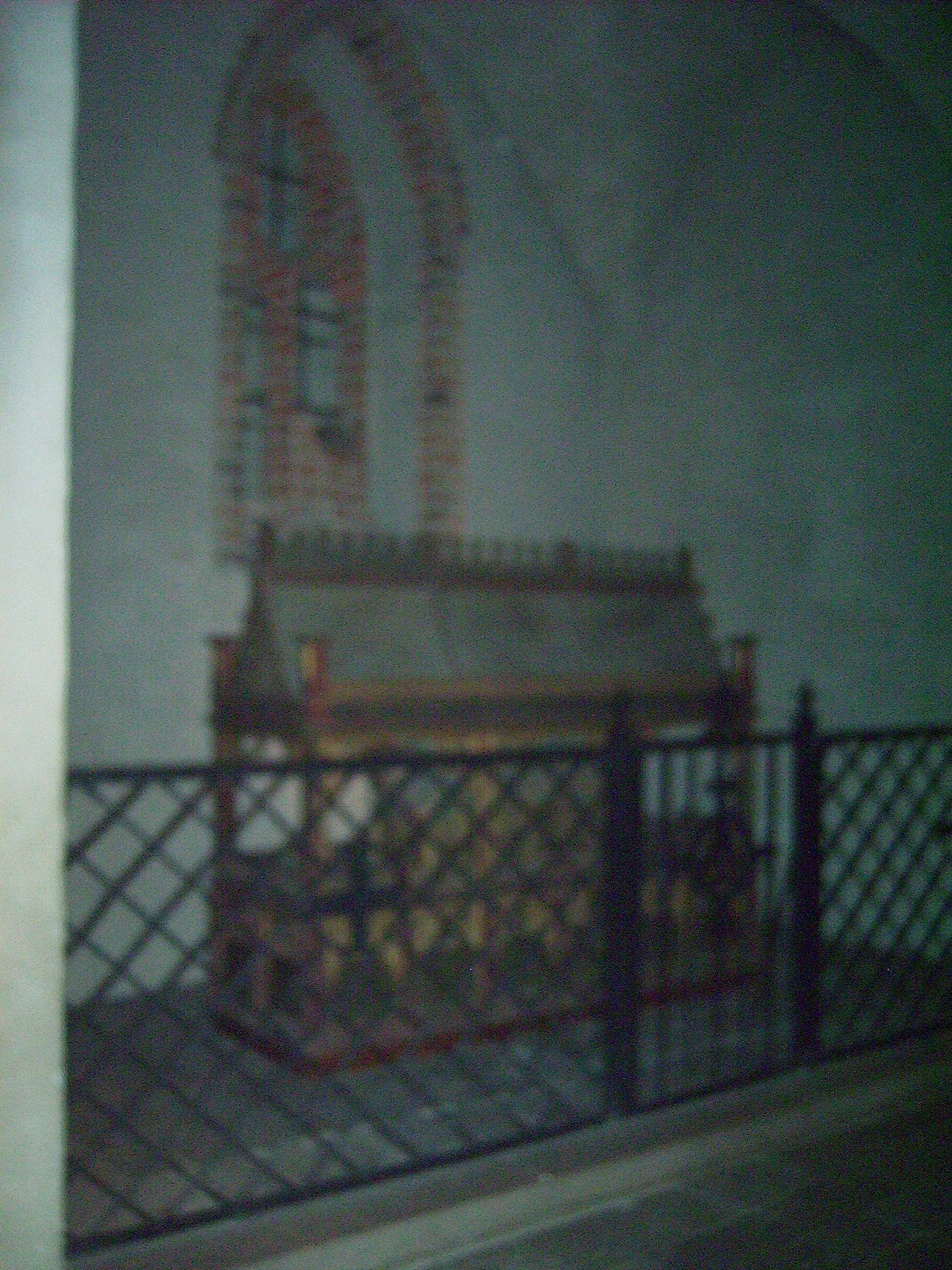
Tomba de Hemming a la catedral de Turku, de 1514.

En 1329 fou nomenat canonge de la catedral d'Åbo, actual Turku, llavors ciutat d'Osterland (l'actual Finlàndia), territori dependent del Regne de Suècia. La seva activitat a la catedral fou lloada per tothom i, en morir el bisbe Bengt en 1338, fou elegit com el seu successor. Com a bisbe, reorganitzà la pia almoina, incrementà les escoles per a sacerdots, ja que considerà essencial la formació dels clergues, donà a la catedral la seva col·lecció de lilibres, augmentà el tresor de la catedral i fomentà que els sacerdots més brillants poguessin anar a estudiar a París.
Reglamentà i reorganitzà tot el bisbat: parròquies, litúrgia, festes, administració temporal, etc., modernitzant-les i racionalitzan-ne la gestió. Viatjà molt per les parròquies de la diòcesi, per conèixer-les millor. Cap al 1347 anà a Avinyó per encàrrec de Santa Brígida de Suècia, gran amiga seva, per visitar Climent VI i persuadir-lo que tornés a Roma. A més, intentà posar pau entre els reis de França i Anglaterra.
Morí el 21 de maig de 1366 a Turku.

## Veneració
Gairebé immediatament després fou venerat com a sant, i en 1400 ja era invocat com a protector contra malalties i perills, i nombrosos miracles se li atribuïren. La Reforma protestant interrompé el procés de canonització i provocà la pèrdua de la documentació, per la qual cosa la Santa Seu no el va canonitzar oficialment.
La Santa Seu permeté en 1514 la translació del cos del bisbe i la veneració de les relíquies, encara avui a la catedral de Turku.